# Stanisław Moniuszko
Stanisław Moniuszko (né à Ubiel (pl) (près de Minsk) le 17 mai 1819 et mort à Varsovie le 4 juin 1872) est un compositeur, pianiste, organiste, directeur de théâtre et pédagogue polonais.

## Biographie
Moniuszko a d'abord étudié le piano avec sa mère. Quand en 1827 la famille déménagea à Varsovie, Moniuszko, âgé de huit ans, poursuivit son apprentissage de la musique, avec August Freyer organiste et maître du chœur professionnel de l' église locale de la Trinité. À partir de 1837, il entreprit des études approfondies de composition à Berlin, auprès de Rungenhagen. Revenu en Pologne pour se marier en 1840, il accepte le poste d’organiste de la paroisse Saint-Jean de Vilna où il enseigne aussi le piano et, à l’occasion, dirige l’orchestre du théâtre local. Il se lie alors d’amitié avec l’écrivain Kraszewski et correspond avec l’humoriste Fredro, contacts qui stimulent l’intérêt de Moniuszko pour la musique lyrique. C’est à cette époque, au milieu des années 1840, qu’il commence à composer intensément.
On lui doit surtout des partitions destinées à la voix : une douzaine d’opéras et autant d’opérettes sans compter d’autres pages destinées à la scène, de la musique vocale sacrée et profane ainsi que 360 mélodies. Dans le domaine instrumental, on ne compte guère que trois ouvertures et une « polonaise de concert » pour orchestre, quelques pièces pour piano ainsi que deux quatuors à cordes, datant respectivement de 1839 et 1840. Moniuszko s’est donc surtout taillé sa réputation grâce à ses opéras, remplissant en Pologne un rôle comparable à celui des Smetana, Glinka, le Groupe des Cinq, Weber, Rossini et Auber dans leurs pays. Ses œuvres lyriques, qui se distinguent par une grande richesse mélodique dont l'inspiration trouve sa source dans les chansons populaires polonaises, biélorusses et même lituaniennes, constituent une habile combinaison entre l'influence du premier romantisme allemand, de l'opéra italien et du théâtre polonais.
Ses nombreuses mélodies, forme musicale alors en vogue en Pologne dont la situation économico-politique ne permettait que difficilement le développement des orchestres, ont également connu un beau succès. Il n’empêche que ses deux quatuors à cordes sont remarquables tant sur le plan de l’écriture que du point de vue de l’histoire de la musique polonaise qui ne comporte que fort peu de bons quatuors composés au XIXe siècle.
En tant que pédagogue, Moniuszko rédigea un Traité d'harmonie, édité à Varsovie en 1871.
Le grand auditorium de 1 800 places assises du Grand Théâtre de Varsovie porte son nom.

## Œuvres
Assez peu connu en France, Moniuszko n'est souvent considéré que comme un compositeur relevant d'une discographie « de complément ». Son opéra le plus connu Le Manoir Hanté (Straszny Dwór) comporte une intrigue compliquée et plutôt du niveau d'une opérette (deux célibataires sont poussés au mariage par des pseudo-sortilèges provenant d'un pseudo-manoir hanté) et une musique composite assemblant des influences très diverses, allant d'Offenbach à Meyerbeer en passant par Weber. Au disque, on peut noter la version dirigée par Jacek Kaspszyk (avec Stefania Toczyska, EMI ) et celle Jan Krenz (Harmonia Mundi).

### Opéras
- Halka, (1846-1847, version en 2 actes Vilna, le 1er janvier 1848, version en 4 actes Varsovie, 1er janvier 1858)
- Sielanka, (« Idylle », vers 1848)
- Bettly, (Vilna, 20 mai 1852, d'après Le Chalet d'Adolphe Adam)
- Flis, (« Le Batelier », Varsovie, 24 septembre 1858)
- Rokiczana (1858-59)
- Hrabina, (« La Comtesse », 1859, Varsovie, 7 février 1860)
- Verbum nobile, (Varsovie, 1er janvier 1860)
- Straszny dwór, (« Le Manoir hanté », 1861-64, Varsovie, 18 septembre 1865)
- Paria, (1859-60, Varsovie, 11 décembre 1869, d'après la tragédie en cinq actes de Casimir Delavigne)
- Trea, (1872; inachevé)

### Opérettes
- Nocleg w Apeninach, (« Camp de nuit dans les Apennins », Vilna, 1839)
- Ideal czyli Nowa Precioza, (« L'Idéal ou la Nouvelle précieuse », Vilna, 1840)
- Karmaniol czyli Francuzi lubig zartować, (« Carmagnole ou les Français sont des farceurs », 1841, d'après le vaudeville en un acte de Théaulon, De Forges et Jaime)
- Zólta szlafmyca, (« Le Bonnet de nuit jaune », 1841)
- Nowy Don Quichot czyli Sto szaleństw, (« Le Nouveau Don Quichotte ou 100 Folies », 1841, d'après la comédie en trois actes d'Aleksander Fredro)
- Loteria, (« La Loterie », Minsk, 1843)
- Cyganie, (« Les Tziganes », 1850, Vilna, 20 mai 1852; révisé sous le titre Jawnuta, Varsovie 5 juin 1860)
- Beata, (1871, Varsovie 2 février 1872)

## Discographie
- Halka (version révisée de 1857): Piotr Nowacki, Katarzyna Suska, Zbigniew Macias, Tatiana Zacharczuk, Wladimir Kuzmienko, Robert Dymowski, Czeslaw Galka, Adam Zdunikowski, Józef Stępień. Chœur et orchestre du Théâtre National de Varsovie; dir.: Antoni Wicherek. Coffret 2 CD, DDD, ZPR Records, ZCD - 028 [A.B.], 1997. Livret (polonais, anglais).
- Le Manoir Hanté (Straszny Dwór / The Haunted Manor/ 1865) : Adam Kruszewski, Iwona Hossa, Jacek Parol, Anna Lubańska, Krzysztof Szmyt, Dariusz Stachura, Piotr Nowacki,Stefania Toczyska, Zbigniew Macias, Romuald Tesarowicz, Agnieszka Zwierko. Orchestre du Grand Théâtre de Varsovie dir.: Jacek Kasprzyk. Coffret 2 CD, DDD, EMI Classics,7243 5 57489 2 8 stéréo. Livret (textes : anglais, polonais, allemand, français).
- Le Manoir Hanté (Straszny Dwór / The Haunted Manor / 1865) : Solistes, Chœurs et Orchestre de la Radio-Télévision de Cracovie dir.: Jan Krenz. Coffret 2 CD, DDD, PHOENIX stéréo, 1978. Livret (textes : anglais, polonais, allemand).
- Paria (1869): Solistes, Chœurs et Orchestre de l'Opéra du Château de Szczecin; dir.: Warcislaw Kunc. Coffret 2 CD, DDD, DUX 2008. Livret (polonais, anglais).
- 25 Mélodies : Teresa Zylis-Gara, Christian Ivaldi piano. 1 CD, DDD, RODOLPHE stéréo, 1984.
- 18 Canons Vocaux : Kusiewicz, Minkiewicz, Skaluba, Szmyt, Perucki, direction : Wlodzimierz Soltysik. 1 CD, DDD, DUX stéréo, 2000.
- Messe, Litanie n°1, Psaume, Motet : Solistes, Chœurs et Orchestre de la Radio-Télévision Polonaise, direction : Edmund Kajdasz. 1 CD, DDD, OLYMPIA stéréo, 1967.
- 3 Messes, de 1870, 1871, 1872 : Bialko (orgue), Solistes & Chœurs Philharmoniques de Varsovie, direction : Henryk Wojnarowski. 1 CD, DDD, DUX stéréo, 2008.
- 4 Messes, de 1850, 1855, 1865, 1856/70 : Bialko (orgue), Solistes & Chœurs Philharmoniques de Varsovie, direction : Henryk Wojnarowski. 1 CD, DDD, DUX stéréo, 2008.
- 7 Ouvertures : Halka, Hrabina, Verbum Nobile, Bajka, Jawnuta, Flis, Paria : Filharmonia Pomorska Bydgoszcz, direction : Robert Satanowski. 1 CD, DDD, CPO stéréo, 1991.
- 10 Ouvertures : Le nouveau Don Quichotte, Kochanka hetmanska, Bajka, Paria... : Orchestre Philharmonique de Varsovie, direction : Antoni Wit. 1 CD, DDD, NAXOS stéréo, 2011.